# ميرماك (ويسكونسن)
ميرماك (بالإنجليزية: Merrimac, Wisconsin)‏ هي قرية تقع في الولايات المتحدة في مقاطعة سوك (ويسكونسن). يقدر عدد سكانها بـ 420 نسمة ومساحتها 3.91 كم2وترتفع عن سطح البحر 248 متر.

## التركيبة السكانية
قام مكتب تعداد الولايات المتحدة بتحديد بيانات التركيبة السكانية لميرماك في تعداد الولايات المتحدة. في ما يلي، التركيبة السكانية حسب تعدادي 2000 و2010.

### تعداد عام 2000
بلغ عدد سكان ميرماك 416 نسمة بحسب تعداد عام 2000، وبلغ عدد الأسر 166 أسرة وعدد العائلات 120 عائلة مقيمة في القرية. في حين سجلت الكثافة السكانية 547.9 نسمة لكل ميل مربع (211.5/كم2). وبلغ عدد الوحدات السكنية 218 وحدة بمتوسط كثافة قدره 287.1 نسمة لكل ميل مربع (110.8/كم2).
وتوزع التركيب العرقي للقرية بنسبة 96.88% من البيض و 0.24% من الأمريكيين الأصليين و 0.24% من الأمريكيين ذوي الأصول الآسيوية و 0.72% من الأمريكيين الأفارقة و 0.72% من عرقين مختلطين أو أكثر.
بلغ عدد الأسر 166 أسرة كانت نسبة 31.9% منها لديها أطفال تحت سن الثامنة عشر تعيش معهم، وبلغت نسبة الأزواج القاطنين مع بعضهم البعض 59.6% من أصل المجموع الكلي للأسر، ونسبة 9.0% من الأسر كان لديها معيلات من الإناث دون وجود شريك، وكانت نسبة 27.7% من غير العائلات. تألفت نسبة 24.7% من أصل جميع الأسر من أفراد ونسبة 9.6% كانوا يعيش معهم شخص وحيد يبلغ من العمر 65 عاماً فما فوق. وبلغ متوسط حجم الأسرة المعيشية 2.91، أما متوسط حجم العائلات فبلغ 2.51.
بلغ العمر الوسطي للسكان 41 عاماً. وكانت نسبة 24.8% من القاطنين تحت سن الثامنة عشر، وكانت نسبة 5.5% بين الثامنة عشر والأربعة وعشرون عاماً، ونسبة 27.4% كانت واقعةً في الفئة العمرية ما بين الخامسة والعشرون حتى والأربعة وأربعون عاماً، ونسبة 26.0% كانت ما بين الخامسة والأربعون حتى الرابعة والستون، ونسبة 16.3% كانت ضمن فئة الخامسة والستون عاماً فما فوق. يوجد لكل 100 أنثى 91.7 ذكر، ويوجد لكل 100 أنثى في الثامنة عشر من عمرها فما فوق 95.6 ذكر.
بلغ متوسط دخل الأسرة في القرية 41,250 دولار، أما متوسط دخل العائلة فبلغ 42,656 دولار. وكان متوسط دخل الذكور 27,361 دولار مقابل 25,357 دولار للإناث. وسجل دخل الفرد الخاص بالقرية 19,091 دولار. وكانت نسبة 3.4% من العائلات ونسبة 3.1% من السكان تحت خط الفقر، وكان من هؤلاء نسبة 2.8% تحت سن الثامنة عشر ونسبة 6.2% في الخامسة والستين من العمر وما فوق.

### تعداد عام 2010
بلغ عدد سكان ميرماك 420 نسمة بحسب تعداد عام 2010، وبلغ عدد الأسر 185 أسرة وعدد العائلات 123 عائلة مقيمة في القرية. في حين سجلت الكثافة السكانية 494.1 نسمة لكل ميل مربع (190.8/كم2). وبلغ عدد الوحدات السكنية 257 وحدة بمتوسط كثافة قدره 302.4 لكل ميل مربع (116.8/كم2).
وتوزع التركيب العرقي للقرية بنسبة 97.9% من البيض و 0.2% من الأمريكيين الأفارقة و 1.2% من عرقين مختلطين أو أكثر.
بلغ عدد الأسر 185 أسرة كانت نسبة 25.4% منها لديها أطفال تحت سن الثامنة عشر تعيش معهم، وبلغت نسبة الأزواج القاطنين مع بعضهم البعض 54.1% من أصل المجموع الكلي للأسر، ونسبة 9.7% من الأسر كان لديها معيلات من الإناث دون وجود شريك، بينما كانت نسبة 2.7% من الأسر لديها معيلون من الذكور دون وجود شريكة وكانت نسبة 33.5% من غير العائلات. تألفت نسبة 23.8% من أصل جميع الأسر من أفراد ونسبة 10.2% كانوا يعيش معهم شخص وحيد يبلغ من العمر 65 عاماً فما فوق. وبلغ متوسط حجم الأسرة المعيشية 2.65، أما متوسط حجم العائلات فبلغ 2.27.
بلغ العمر الوسطي للسكان 48 عاماً. وكانت نسبة 19% من القاطنين تحت سن الثامنة عشر، وكانت نسبة 3.6% بين الثامنة عشر والأربعة وعشرون عاماً، ونسبة 21.9% كانت واقعةً في الفئة العمرية ما بين الخامسة والعشرون حتى والأربعة وأربعون عاماً، ونسبة 36.5% كانت ما بين الخامسة والأربعون حتى الرابعة والستون، ونسبة 19% كانت ضمن فئة الخامسة والستون عاماً فما فوق. وتوزع التركيب الجنسي للسكان بنسبة 48.3% ذكور و51.7% إناث.